# 利斯基夫
49°11′31″N 24°11′58″E / 49.19194°N 24.19944°E
利斯基夫（烏克蘭語：Лисків），是烏克蘭西部的村莊，隸屬利維夫州的斯特雷區。該村始建於1538年，面積2.16平方公里，海拔高度284米，2001年人口684，人口密度每平方公里316.67人。